# Onthophagus latepunctatus
Onthophagus latepunctatus là một loài bọ cánh cứng trong họ Bọ hung (Scarabaeidae).